# 平成9年度全国高等学校総合体育大会
平成9年度全国高等学校総合体育大会（へいせい9ねんどぜんこくこうとうがっこうそうごうたいいくたいかい）は、1997年（平成9年）8月1日から20日まで京都府で開催された全国高等学校総合体育大会である。

## 概要
- 愛称 - ’97京都総体
- スローガン - 「風にのれ 君の声援 君の汗」
- 総合開会式 - 1997年8月1日、京都市西京極総合運動公園陸上競技場兼球技場
- 開催地 - 京都府
- 主催 - 全国高等学校体育連盟、京都府、京都府教育委員会、関係競技種目別全国統轄団体、会場地市町村、会場地市町村教育委員会
- 後援 - 文部省、日本体育協会、日本放送協会（NHK）、京都府体育協会、会場地市町村体育協会
- 主管 - 全国高等学校体育連盟競技種目別専門部、京都府高等学校体育連盟、京都府関係競技種目別団体
- 開催競技種目 - 28競技（男子27競技、女子22競技。今大会よりなぎなたが追加）